# Žirje (ilha)
Žirje (pronounciado [ʒîːrjɛ]) é uma ilha da Croácia no Mar Adriático, que pertence ao arquipélago Šibenik e se situa cerca de 22 km a sudoeste de Šibenik. A ilha é composta por dois tergos de calcário entre os quais há um fértil vale. A sua área é de 15,06 km2, e conta com 94 residentes (censo de 2011). A população tem vindo a decrescer (720 residentes em 1953, 207 residentes em 1981, e 124 residentes em 2001).
A vegetação na ilha é sobretudo composta por maquis, com alguma terra arável no centro da ilha. A indústria principal é a agricultura (uvas, azeitonas, ameixas, figos e ginjas), e também há quem viva da pesca. O mar em torno de Žirje é rico em peixe.
Nos séculos XII e XIII, a ilha estava dotada de fortalezas e muralhas, restos de fortes do Império Bizantino do século VI situados na ilha.